# Fritz Kreutzpointner
Fritz Kreutzpointner III. (* 14. September 1967 in Burghausen), international auch bekannt unter dem Alias Fritz K., ist ein ehemaliger deutscher Automobilrennfahrer und heutiger Unternehmer.

## Rennkarriere
Im Anschluss an den Besuch der Walter Lechner Racing School machte Kreutzpointner zwischen 1986 und 1989 Station in der Formel Ford und wurde dort Zweiter in der österreichischen Staatsmeisterschaft. Als Reaktion auf die Leistungen in dieser Serie wurde er neben Fahrern wie Michael Schumacher und Heinz-Harald Frentzen ins Junior-Team von Mercedes-Benz berufen. 1990 startete er dann für das AMG-Werksteam in der Deutschen Tourenwagen-Meisterschaft. Mit seinem Rennwagen, einem AMG Mercedes-Benz 190E 2.5-16 Evo I, erzielte er als beste Platzierung im Rahmen des 24-Stunden-Rennens auf dem Nürburgring einen zweiten Platz – sein bestes Ergebnis in der DTM. Nach durchschnittlichen Platzierungen in der Saison 1991 verließ er Mercedes-Benz und startete 1992 mit dem MM Diebels Team von BMW in seine letzte DTM-Saison. 1999 und 2001 wurde Kreutzpointner Europameister im Truck-Racing für MAN; er trat dort seit 1994 an, sein erstes Jahr allerdings für Mercedes. 2000 nahm er sich ein Jahr Pause, 2001 konnte er sich dann in der Super-Race-Klasse den Titel schon vor dem letzten Rennen vor Markus Bösiger und Antonio Albacete sichern. Sein größter Fehler unterlief ihm allerdings im Qualifikations-Rennen in Misano: in der letzten Runde verlor er an Geschwindigkeit, da er das Rennen bereits für zu Ende hielt, und wurde nur Vierter. Das Cup-Rennen jedoch gewann er.
2002 setzte der Oberbayer seine Karriere nach MANs werksseitigem Ausstieg nicht mehr fort.

## Elektro Kreutzpointner
Heute leitet Kreutzpointner die Firma Elektro Kreutzpointner für Gebäudetechnik, Industrietechnik, Ingenieurtechnik und Schaltanlagenbau, die 1923 von seinem Großvater gegründet wurde.

## Statistik

### Le-Mans-Ergebnisse
| Jahr | Team                 | Fahrzeug          | Teamkollege     | Teamkollege        | Platzierung |
| ---- | -------------------- | ----------------- | --------------- | ------------------ | ----------- |
| 1991 | Team Sauber Mercedes | Mercedes-Benz C11 | Karl Wendlinger | Michael Schumacher | Rang 5      |

### Einzelergebnisse in der Sportwagen-Weltmeisterschaft
| Saison | Team   | Rennwagen          | 1   | 2   | 3   | 4   | 5   | 6   | 7   | 8   |
| ------ | ------ | ------------------ | --- | --- | --- | --- | --- | --- | --- | --- |
| 1991   | Sauber | Mercedes-Benz C291 | SUZ | MON | SIL | LEM | NÜR | MAG | MEX | AUT |
| 1991   | Sauber | Mercedes-Benz C291 | 5   |     |     |     |     |     |     |     |